# (42354) Kindleberger
(42354) Kindleberger ist ein Asteroid des mittleren Hauptgürtels, der von zwei Amateurastronomen, dem US-Amerikaner Charles W. Juels und dem Brasilianer Paulo R. Holvorcem, am 12. Februar 2002 am Fountain Hills Observatory (IAU-Code 678) in Fountain Hills, Arizona entdeckt wurde. Unbestätigte Sichtungen des Asteroiden hatte es vorher schon am 23. und 24. April 1998 unter der provisorischen Bezeichnung 1998 HM120 an der Lincoln Laboratory Experimental Test Site (ETS) in Socorro, New Mexico im Rahmen des Projektes Lincoln Near Earth Asteroid Research (LINEAR) gegeben.
Mittlere Sonnenentfernung (große Halbachse), Exzentrizität und Neigung der Bahnebene des Asteroiden entsprechen grob der Maria-Familie, einer nach (170) Maria benannten Gruppe von Asteroiden.
(42354) Kindleberger wurde noch im Jahr seiner Entdeckung, am 20. November 2002, nach dem US-amerikanischen Nationalökonom und Wirtschaftshistoriker Charles P. Kindleberger (1910–2003) benannt.